# Kawkhali (Pirojpur)
Kawkhali è un sottodistretto (upazila) del Bangladesh situato nel distretto di Pirojpur, divisione di Barisal. Si estende su una superficie di 79,64 km² e conta una popolazione di 70.347 abitanti (dato censimento 1991).